# أبجدية سامرية
الخط السامري هو أبجدية ساكنة في تصنيف الأبجديات، يستخدمها السامريون حتى اليوم في الكتب الدينية، وعلى وجه الخصوص لكتابة التوراة السامرية. ويستند هذا الخط على الصيفة العبرية القديمة للأبجدية الفينيقية.
في اليهودية، جرى استبدال الخط العبري القديم تدريجيًا بالكتابة الآرامية، التي كانت منتشرة على نطاق واسع في الإمبراطورية الأخمينية وفي الوقت الذي تلا انتفاضة بار كوخبا تم التخلي عن الخط القديم تمامًا في النصوص الدينية. احتفظ السامريون بالخط العبري القديم، لكن أشكال الحروف تغيرت بمرور الوقتعن الخط العبري القديم.
طبع مورين Jean Morin الأبجدية لأول مرة في عام 1631 م. وفي طبعة باريس متعدد اللغات طبع النص الكامل للتوراة السامرية بالخط السامري لأول مرة في عام 1631. قبلها وفي العديد من الطبعات اللاحقة، كانت النصوص السامرية وما زالت تُطبع بالخط المربّع.

منذ عام 2008، جرى تسجيل الخط السامري في الكتلة 0800-083F في Unicode. 

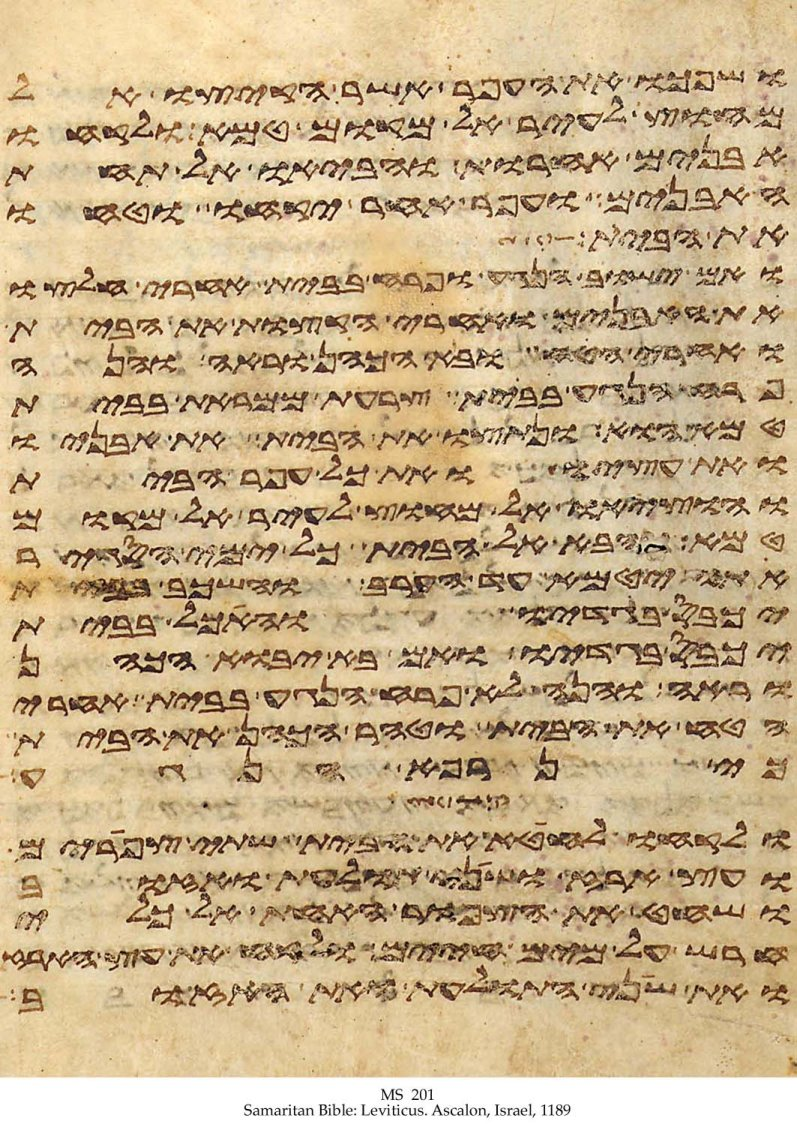
مخطوطة سامارية من القرن الثاني عشر
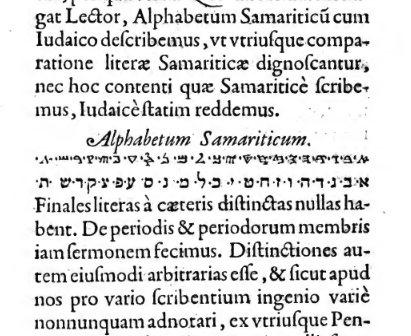
جان مورين 1631: الطبعة الأولى من الأبجدية ، بما في ذلك الأحرف المربعة
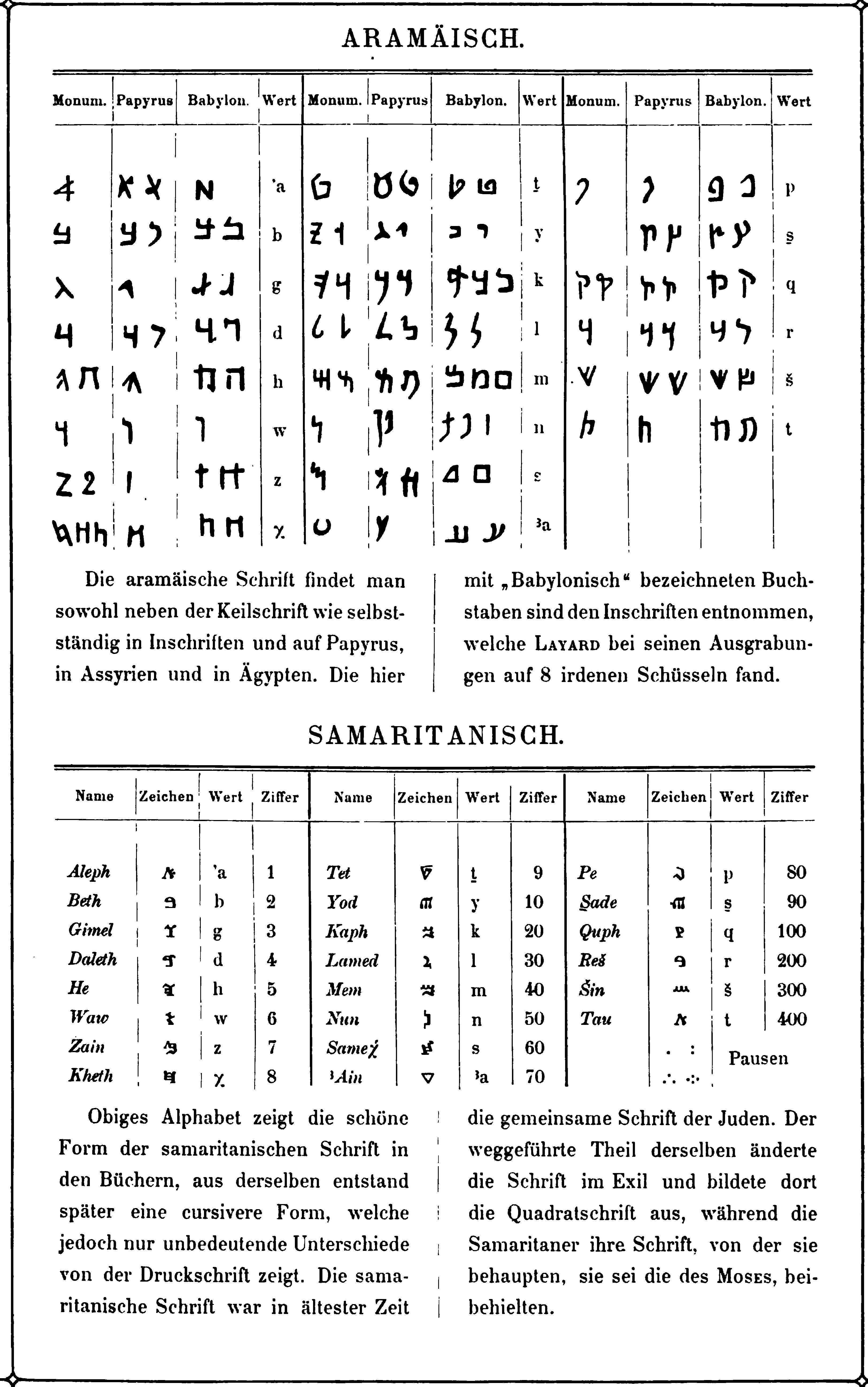
طاولة صغيرة

## روابط إنترنت
- دبليو جيزينيوس، مبنى التدريس في عب. اللغة ص.8
- omniglot.com: الأبجدية السامرية (الإنجليزية)
- ancientscripts.com: السامرية (الإنجليزية)